# 向风群岛

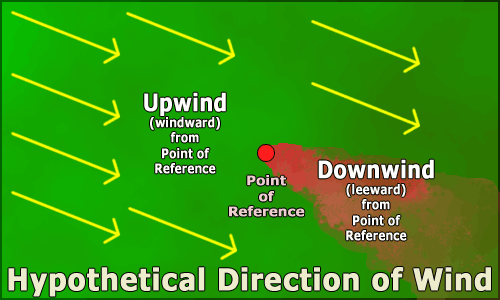

向风群岛（英語：Windward Islands），是小安地列斯群岛中的南部群岛，也是西印度群岛的一部分，位于背风群岛以南，纬度约为10°至16°N，经度约为60°至62°W。
这个名字也被用来指代存在于1833年至1960年的英国殖民地，最初由格林纳达、圣卢西亚和圣文森特组成。如今，这些岛屿构成了三个主权国家，后者现在被称为圣文森特和格林纳丁斯。多米尼克传统上被认为是背风群岛的一部分，直到1940年从英属背风群岛转移到英属向风群岛。它现在是该集团的第四个主权国家。巴巴多斯（直到1885年）和多巴哥（直到1889年）也曾是英国向风群岛殖民地的一部分，但在今天不被视为向风群岛集团的一部分。

## 命名由来和地理
在帆船时代，从欧洲航渡到美洲“新世界”的最快捷路线，是顺着东北信风，乘着加那利寒流抵达西非后转向西，乘北赤道暖流横渡北大西洋抵达小安的列斯群岛的多米尼克与马提尼克岛附近。东加勒比海盛行由东北吹向西南的“贸易风”（东北信风），由于是顺风路线，故西班牙殖民者命名为向风群岛，具有地理意义。后来英国殖民者后来居上，控制向风群岛，为方便管理和进行行政区划，将其分为北部的背风群岛和南部的向风群岛（无地理意义），并逐渐为国际所通用。以多米尼克与马提尼克岛之间的马提尼克海峡为界，以北称作背风群岛（leeward翻译为下风、顺风、或者背风），以南称为向风群岛（「windward」翻译为向风、迎着盛行风、顶风、上风）。
然而，在除英语以外的语言中，尤其是荷兰语、法语和西班牙语，从维尔京群岛到特立尼达和多巴哥的所有小安的列斯群岛都被称为向风群岛（荷兰语中称为Bovenwindse Eilanden，法语中称为Îles du Vent，西班牙语中称为Islas de Barlovento）。ABC群岛和委内瑞拉海岸沿线的其他岛屿（在英语中被称为背风安的列斯群岛），在除英语以外的语言中被称为背风群岛。

## 国家和地区
向风群岛包括以下国家与地区：
- (法國)
- 圣卢西亚
- - 圣文森特
  - 格林纳丁斯
- 格瑞那達
  - 卡里亚库和小马提尼克
- 多米尼克

注：从地貌上看， 和 千里達及托巴哥是大陆岛屿，不属于火山向风群岛弧的一部分。 然而，由于邻近性，这些岛屿有时在文化和政治上与向风群岛归为一类。